# 4t districte de Lió
El 4t districte (arrondissement) de Lió és un del nou districtes de la Ciutat de Lió.

## Història
El 4t districte de Lió va ser creat el 24 de març de 1852 (data de creació dels primers cinc districtes), amb les mateixes fronteres de la ciutat vella de La Croix-Rousse.

## Geografia i equipaments

### Àrea i demografia
- 293 ha
- 2006: 34Plateau de la Croix-Rousse 302 habitants
- Densitat relativa: 11.535 habitants/km²

### Barris
- Altiplà de la Croix-Rousse
- Serin-Gillet
- Gros Caillou

### Carrers i places

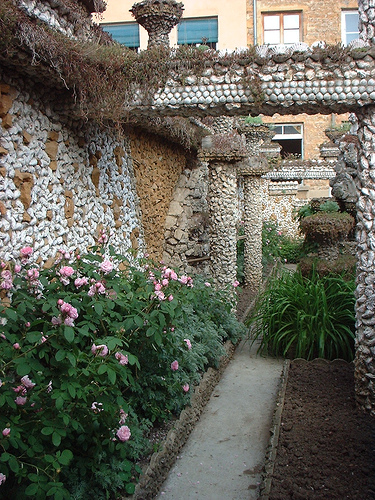
Jardin Rosa Mir

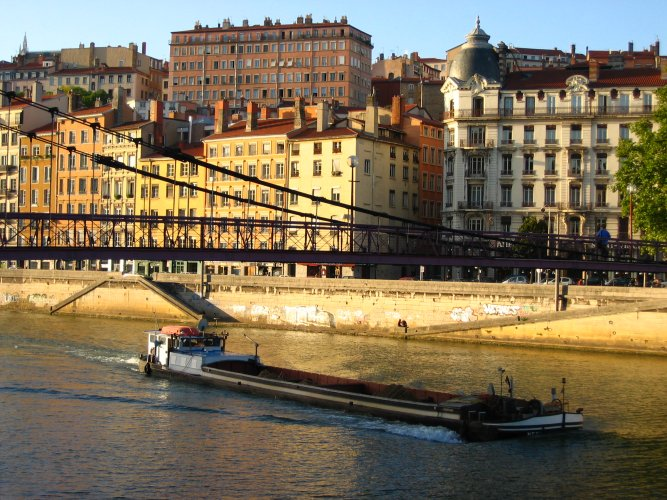
la Maison Brunet, vista des del Saona

- Place de la Croix-Rousse
- Boulevard de la Croix-Rousse
- Grande Rue de la Croix-Rousse
- Boulevard des Canuts[2]
- Rue Hénon
- Montée de la Boucle
- Esplanade du Gros Caillou
- Parc de la Cerisaie
- Parc Francis Popy
- Parc du Clos Carret
- Rue d'Austerlitz
- Rue Dumenge

### Monuments i edificis
- Estàtua de Jacquard
- Jardin Rosa Mir
- Vil·la Gillet
- Maison Brunet
- Escultura Le Chant des Canuts, una estàtua 1984 de Georges Salendre, en una plaça prop d'Ajuntament.

### Art
- Théâtre de la Croix-Rousse
- Maison des Canuts

### Transports
Aquesta zona és servida per:
- Metro Línia C
- Autobusos: 2, 33, 45, 61
- Trolleys: 6, 13, 18